# Говорящие друзья (веб-сериал)
«Говорящие друзья» (англ. Talking Friends) — американо-британо-кипрско-словенский компьютерный анимационный веб-мини-сериал, премьера которого состоялась 8 июня 2012 года на YouTube и на сайте Disney.com. Основанная на одноимённой популярной серии приложений от Outfit7 Limited, это первая телевизионная часть франшизы «Говорящий Том» и единственная, выпущенная совместно с The Walt Disney Company. Сериал закончился 31 августа 2012 года.
Второй сериал под названием «Говорящий Том и друзья» был выпущен при поддержке Outfit7 30 апреля 2015 года. Однако, персонажи в нём подверглись редизайну, к их озвучиванию привлечены новые актёры, а Пьер и Джина были заменены новым персонажем — псом по имени Говорящий Хэнк.

## Персонажи
- Говорящий Том (озвучивает Майкл Таузин) — серый полосатый кот, ведущий новостей, дядя Джинджера.
- Говорящий Бен (озвучивает Майкл Д. Коэн) — коричневый пёс, гений, учёный и ведущий новостей.
- Говорящий Пьер (озвучивает Кит Фергюсон) — зелёный попугай, который любит играть в видеоигры. Его раздражают шумная работа и хулиганства остальных героев, особенно Тома.
- Говорящий Джинджер (озвучивает Майкл Таузин) — озорной и любопытный рыжий полосатый котёнок, племянник Тома.
- Говорящая Анджела (озвучивает Сюзанна Хиллард) — белая кошка, певица и возлюбленная Тома с момента их первой встречи.

## Эпизоды
| №  | Название в РФ       | Дата выпуска    | Описание в РФ |
| -- | ------------------- | --------------- | --- |
| 1  | Атака робота!       | 8 июня 2012     | Встречайте — здесь Говорящие Друзья! Звезда Говорящий Том в новейшем шоу Диснея вместе с Беном, Джинджером, Пьером и Джиной. В этом еженедельном эпизоде Бен строит робота, запрограммированного для уборки мусора. К несчастью, у робота слишком обширное представление о том, что такое мусор.                                             |
| 2  | Голострайк          | 15 июня 2012    | Уставшие от обычных видов спорта, Бен и Том смешивают кусочки от каждой игры, чтобы создать совершенно новую игру. Когда ваш новый вид спорта состоит из футбола и клюшки для гольфа, то нужно ли вам тогда крикнуть «удар» или «гол»? Два слова… Самая-лучшая-спортивная-франшиза!                                                          |
| 3  | Летающий кот        | 22 июня 2012    | Том и Бен нацелились на приключения высокого полёта! Том хочет стать известным как первый в мире летающий кот, пока Джинджер не приготовится стать летающим котёнком номер два. |
| 4  | Новостигенератор    | 29 июня 2012    | Том заставляет Бена построить машину, которая будет снимать новости и делать их более захватывающими. А зачем снимать обычные, скучные новости, если можно создавать свои собственные?! К несчастью для наших Говорящих Друзей, «Новостигенератор 3000» хочет заставить их показывать такие новости, какие создаёт только по своему желанию. |
| 5  | Рок в жизни         | 6 июля 2012     | Машина милой кошечки из города Анджелы ломается на пути к её звукозаписывающей студии. Том убеждает Бена построить мгновенную студию, чтобы заставить её остаться. Останется ли Анджела и запишет свою песню?! |
| 6  | Шевели хвостом!     | 3 августа 2012  | Анджела возвращается, чтобы снять с Томом музыкальное видео для своих фанатов! |
| 7  | Многокотье          | 10 августа 2012 | Множительное изобретение Бена подаёт Тому идею: если один Том — это круто, то дюжина его — просто умопомрачительно! Думаете, что клонмашина сделает жизнь немного проще? Дюжина Томов может не согласиться. |
| 8  | Супер Том           | 17 августа 2012 | Изобретение-пылесос Бена даёт Джинджеру суперсилу для игр, и тогда все остальные тоже хотят стать такими же, как он. Проблема начинается тогда, когда милый маленький броненосец случайно также наделяется суперспособностями. |
| 9  | Сумасшедшие попугаи | 24 августа 2012 | После 48-часовой игры в видеоигру на планшете Пьер не может найти разницу между игрой и реальностью. Друзья наряжаются зомби, чтобы дать ему спасти принцессу и закончить игру. |
| 10 | Том после Тома      | 31 августа 2012 | Музыкальная машина времени Бена перемещает друзей в 80-е, 60-е, 50-е и 20-е годы. Перед тем как вернуться после каникул снова в школу, посмотрите, как Говорящие Друзья вернутся назад в будущее! |

## Производство
Согласно The New York Times, адаптация франшизы Talking Friends (ныне Talking Tom and Friends) была предложена разным студиям — DreamWorks Animation, 20th Century Fox (позже приобретена Disney в 2019 году) и Nickelodeon, однако те отказались. В итоге производством сериала занялась компания Disney Interactive.
Основные съёмки начались в ноябре 2011 года и завершились в июне 2012 года. Финальная музыкальная тема написана Альфредом Монтехано.
Премьера сериала и оставшиеся эпизоды были загружены на официальный канал Disney на YouTube, что стало дебютом их канала на YouTube, начиная с 8 июня 2012 года. Он также был показан на Disney.com. Финал сериала вышел в эфир два месяца спустя, 31 августа 2012 года.
Однако, в конце 2024 года серии были удалены на YouTube канале Disney без причин, но до сих пор можно посмотреть через перезаливы и на сайте Disney

### Маркетинг
Чтобы способствовать продвижению сериала, Outfit7 создала эксклюзивное для устройств на iOS приложение, известное как Talking Friends Cartoons, в котором представлены все десять эпизодов, а также дополнительный контент, включая описания персонажей и загружаемые обои. Приложение, однако, вызвало споры из-за некоторых рекламных объявлений. Например, баннер, отображаемый в нижней части экрана во время запуска приложения, предлагал пользователям принять участие в викторинах (один из призов — iPad на 64 ГБ), но их нельзя было пройти, не внеся ежемесячную плату за членские услуги. В конечном итоге это привело к разочарованию игроков и опасениям родителей.
Кроме того, Walt Disney Records выпустил две песни. Первая, под названием «You Get Me», была выпущена для продвижения игры Tom Loves Angela, а вторая, «That’s Falling in Love», — для продвижения Talking Angela. Музыкальное видео для «You Get Me» было произведено ARX Anima, Walt Disney Interactive Media Group и Outfit7 и выпущено 12 июня 2012 года на Walt Disney Records. Представленные сцены изначально были созданы для музыкального клипа и не были взяты из каких-либо существующих клипов сериала. Однако музыкальное видео было анимировано в том же стиле, что и сериал. Видео-тизер фильма «Влюблённость» также позже был выпущен Disney Music 6 декабря 2012 года.
В Голливуде также состоялось живое выступление с целью продвижения линейки игрушек Talking Friends Superstars, в котором приняли участие ди-джеи с Radio Disney и исполнители в костюмах персонажей сериала.